# Noam Rotem
Noam Rotem (ur. 1974) – izraelski wokalista, gitarzysta i kompozytor rockowy.

## Życiorys
Debiutował jako solista w zespole Kerach Tesza (Ice 9), który nagrał kilka przebojów pod koniec lat 90. XX wieku, a także supportował brytyjską formację brit popową Suede podczas ich koncertów w Izraelu.
W 2004 roku ukazała się jego solowa płyta Hom Enoshi (pol. Ludzkie ciepło), która została ciepło przyjęta przez krytyków. Jego drugi album Ezra Baderech (pol. Pomoc jest w drodze) z 2007 r., nominowany był w kategorii Album roku podczas rozdania nagród Israel Music Awards 2007.
W Polsce stał się znany za sprawą nagrania piosenki ha-kita szelanu czyli hebrajskojęzycznej wersji znanej piosenki Jacka Kaczmarskiego – Nasza klasa w 2009 r. Muzyk w ten sposób chciał oddać hołd wielkiemu bardowi Solidarności, którego twórczość go zafascynowała. W grudniu 2009 r. dał kilka koncertów w Polsce, w tym między innymi w poznańskim Klubie Dragon, warszawskiej Klubokawiarni Chłodna 25, wrocławskim Klubie Mleczarnia i krakowskim Alchemiku. Singiel artysty został wydany przez Instytut Adama Mickiewicza w Polsce i Izraelu w ramach Roku Polskiego w Izraelu 2008-2009, zbiegło się to jednocześnie w obchodami dwudziestej rocznicy pierwszych po wojnie wolnych wyborów w Polsce. Był również w grudniu 2009 r. gościem programu Dzień Dobry TVN. 
Rotem był także nominowany do dwóch nagród teatralnych za swoją rolę w sztuce Sary Kane Miłość Fedry oraz jako autor muzyki, którą skomponował do tego przedstawienia.